# Lista de personagens de Morde & Assopra
Este anexo é uma lista de personagens da telenovela brasileira Morde & Assopra, de autoria de Walcyr Carrasco, exibida pela Rede Globo como "novela das sete" a partir de 21 de março de 2011.
- Júlia (Adriana Esteves)

Paleontóloga honesta e determinada, que ambiciona uma carreira internacional de prestígio e é noiva de John Lewis. Após perder sua pesquisa num terremoto no Japão, muda-se para Preciosa, no interior de São Paulo, com sua equipe, formada por seu amigo Cristiano e pala gananciosa Virgínia. Descobre uma ossada de dinossauro debaixo das terras do durão fazendeiro Abner, com quem viverá uma relação de cão e gato até conseguir convencê-lo a deixá-la escavar, já que ele quer proteger seus pés de café. Tanta hostilidade logo dá lugar a um grande amor, que será atrapalhado pelas armações de Celeste, irmã da falecida mulher de Abner e completamente apaixonada por ele. Júlia, ao longo da história, após se decepcionar com Abner, acaba se envolvendo com seu amigo Ícaro, cientista que lhe levou à cidade de Preciosa.
- Abner (Marcos Pasquim)

Agrônomo, herdou a fazenda com a plantação de café de seu pai, mas acabou se endividando. Viúvo, é pai de Tonica e mora com a mãe Hortênsia e a irmã Raquel em suas terras. De tanto implicar com Júlia para tentar impedi-la de escavar em suas terras, acaba se apaixonando pela paleontóloga, com quem inicia um romance cheio de altos e baixos. É vítima das armadilhas de Celeste, sua ex-cunhada, que quer seduzi-lo. Após um incêndio em sua fazenda, provocado por Minerva, suas terras vão à leilão e são arrematadas por Salomé.
- Virgínia (Bárbara Paz)

Assistente de Júlia, não se interessa nem um pouco pelos ossos de dinossauro; seu interesse é traficá-los para o mercado internacional com a ajuda do professor e noivo de Júlia, o desonesto inglês John Lewis. Em Preciosa, Virgínia acaba seduzindo e iniciando um caso com o prefeito Isaías, e passa a usar o romance secreto dos dois para chantageá-lo e conseguir muitas vantagens.
- Ícaro (Mateus Solano)

Sobrinho de Salomé, é sofisticado, inteligente e rico. Se entristece depois de perder sua mulher, Naomi, num acidente durante um passeio de barco no mar. Cria um robô com a aparência exata de sua esposa supostamente falecida, mas sofre uma decepção ao perceber que a robô Naomi está apaixonada por seu jardineiro, Leandro. Ícaro sofre um grande baque ao descobrir que sua amada Naomi está viva e não é exatamente quem ele pensa. O grande segredo ocultado por Naomi vai trazer muitas dores de cabeça para Ícaro.
- Naomi (Flávia Alessandra)

Esposa de Ícaro e grande amor da vida do cientista, foi dada como morta após sofrer um acidente no mar, há muitos anos. Reaparece na vida de Ícaro com um menino doente, Rafael, a quem jura ser filho dos dois. Esconde um grande segredo. Chega a falsificar um teste de DNA para ganhar a confiança de Ícaro, mas suas mentiras lhe trazem graves problemas, como a rejeição de Ícaro, por quem é apaixonada, as chantagens de Salomé e a acusação de um assassinato.
- Naomi robô (Flávia Alessandra)

Androide criado por Ícaro, tem as mesmas características físicas de Naomi. Se apaixona por Leandro, o jardineiro de Ícaro, sem que ele saiba que ela é uma máquina. Entra em conflito com a verdadeira Naomi. No final da trama, descobre-se que a robô é a assassina do delegado Pimentel.
- Leandro (Caio Blat)

Sobrinho de Janice e Roney, é de origem humilde. Vai trabalhar na casa de Ícaro como jardineiro e se apaixona por Naomi robô, sem saber que ela é uma máquina. Mais tarde, ao descobrir a verdade, se revolta, mas sofre muito por não conseguir esquecer a androide, o grande amor de sua vida.
- Isaías (Ary Fontoura)

Prefeito de Preciosa. Oportunista e corrupto, é capaz de tudo para se manter na política. Influenciado pela mulher, quer lucrar com a descoberta de fósseis em Preciosa e transformá-la na Cidade dos Dinossauros, a "Dino City". Isaías não aceita a homossexualidade do filho, Áureo, e mantém um romance secreto com Virgínia, a quem apelida de "Dinossaura".
- Minerva (Elizabeth Savalla)

Primeira-dama de Preciosa, é uma mulher vaidosa e egocêntrica. Quando conhece Júlia, percebe o potencial turístico que ela pode trazer para a cidade e faz com que Isaías facilite a sua pesquisa. Mais tarde, Minerva coloca fogo na fazenda de Abner para poder levá-la a leilão e tomar as terras do rapaz. Tem um pacto com Lilian.
- Áureo (André Gonçalves)

Filho de Isaías com Minerva, apresenta um grande problema para os "eleitores da oposição", pois é homossexual assumido. Fugiu de Preciosa há anos para não se casar com Celeste, de quem hoje é amigo inseparável. Faz de tudo para conquistar Josué.
- Celeste (Vanessa Giácomo)

Filha de Salomé, irmã da falecida mulher de Abner. Faz de tudo para conquistar o cunhado, por quem é apaixonada, nem que isso signifique jogar sujo. Chega até mesmo a forjar uma gravidez de Abner. É a melhor amiga de Áureo.
- Cristiano (Paulo Vilhena)

Assistente de Júlia nas escavações. Recém-formado, apesar de bonito é atrapalhado, inseguro e gago, não tem coragem de admitir seu amor por Júlia. Acaba esquecendo seu sentimento pela paleontóloga ao se apaixonar por Abelha, uma ex-garota de programa que tira sua virgindade, e com quem inicia um romance.
- Tiago (André Bankoff)

Filho do banqueiro Oséas, é formado em Direito e apaixonado por dinossauros estando sempre em busca de fósseis pela cidade, Preciosa. Se apaixona por sua empregada doméstica, a humilde Lídia, mas sofre com as perseguições de Oséas, que humilha a moça e é contra o amor dos dois.[carece de fontes?]
- Salomé (Jandira Martini)

Mãe de Marcos e Celeste, é rica, avarenta e ambiciosa. Vive infernizando a vida da nora Natália e armando para separá-la de Marcos. Salomé também humilha constantemente sua empregada, Cleonice, e ajuda Celeste nos planos de conquistar Abner. Salomé chega a tomar as terras de Abner num leilão ao descobrir que existem diamantes na região.
- Natália (Carol Castro)

Casada com Marcos, apesar de amar o marido, sente-se infeliz por ser obrigada a viver na casa da sogra, Salomé, que inferniza sua vida de todas as formas possíveis. É uma jovem meiga e sensível, que foi criada num convento e prepara as melhores tortas da região.
- Marcos (Sérgio Marone)

Ingênuo e bondoso, Marcos é dono do café da cidade. Casado com Natália, acaba acreditando nas mentiras de Salomé, que está sempre fazendo intrigas contra a nora. Faz de tudo para defender a mãe e a irmã, a quem considera duas mulheres de caráter exemplar. Desconfia que Natália esteja interessada em Josué.
- Oséas (Luís Mello)

Pai de Fernando e Tiago e diretor do banco da cidade, tem um imenso poder sobre os agricultores, pois é ele que concede os financiamentos para a produção de safras. É o marido da ex-prostituta Lavínia, uma mulher muito mais nova do que ele. Nem desconfia de que Lavínia seja ex-namorada de Fernando. Vive agredindo a esposa e lhe proibindo de sair de casa.
- Lavínia (Nívea Stelmann)

Mulher de Oséas, é jovem, bonita e está sempre bem vestida. Se prostituía em São Paulo, e por isso se afastou de Fernando, mas os dois ainda se amam. Sofre muito por apanhar de Oséas e não poder viver seu amor ao lado de Fernando, que é filho de seu marido.
- Fernando (Rodrigo Hilbert)

Economista, filho de Oséas e irmão de Tiago. Muito amigo do irmão, não gosta do casamento do pai com Lavínia, já que é ex-namorado dela, e ainda a ama. Fará de tudo para impedir que Oséas continue infernizando a vida de sua amada.
- Wilson (Max Fercondini)

Alegre e divertido, o filho de Eliseu também tentar desencalhar o pai. Apaixona-se por Keiko, a nissei que vem do Japão para se casar com Akira. Torna-se delegado da cidade e fará de tudo para descobrir quem matou Pimentel, o antigo delegado.
- Dora (Sandra Barsotti)

Irmã de Oséas, após a morte da cunhada se dedicou somente ao irmão e os sobrinhos. Ajuda Oséas a controlar a liberdade de Lavínia.
- Plínio (Paulo José)

Irmão de Isaías, tem uma paixão antiga por Hortênsia e tenta reconquistá-la. Sofre com as humilhações de Minerva, e enfrenta problemas com seu romance com Hortênsia, já que Abner não vê com bons olhos o relacionamento da mãe.
- Tieko (Miwa Yanagizawa)

Mãe de Akira e dona do salão de beleza Tieko's. Acha que Keiko é a mulher ideal para se casar com seu filho, a quem superprotege.
- Hoshi (Camila Chiba)

Melhor amiga de Keiko, trabalha como manicure no salão de beleza de Tieko e se apaixona por Akira.
- Hortênsia (Walderez de Barros)

É simples, rústica e caipira, mas de bom coração. Possui a sabedoria das mulheres do campo e entende quando seu filho, Abner, fica dividido entre a fazenda e seu amor por Júlia. Vai viver um grande amor com Plínio. As travessuras de sua neta Tonica vivem lhe trazendo dores de cabeça.
- Tonica (Klara Castanho)

Filha de Abner e da falecida Alzira, é descrita como uma menina inteligente e tão brava e explosiva quanto o pai e a avó. Faz tudo o que sua tia Celeste manda, por isso será contra o romance de Abner e Júlia. Tem uma mini-vaca de estimação chamada Coração, a quem considera uma grande amiga.
- Raquel (Gabriela Carneiro da Cunha)

Filha de Hortênsia e irmã de Abner, para ser mais independente quer trabalhar na cidade, para desespero da família. Torna-se garçonete do café de Marcos e é lá quem conhece o sedutor Élcio, com quem vai viver uma paixão arrebatadora.[carece de fontes?]
- Eliseu (Paulo Goulart)

Médico da cidade. Viúvo, pai de Wilson, Lara e Inês, se apaixona por sua empregada doméstica Elaine, sem saber que ela é um homem. Disputa a atenção de Elaine com o sargento Xavier, igualmente interessado na moça.
- Dulce (Cássia Kiss)

Faxineira do hotel de Janice, também ganha dinheiro vendendo cocadas na praça para pagar os estudos de seu filho Guilherme. Orgulha-se ao ver o rapaz formado, sem suspeitar que ele nunca estudou medicina e gastou tudo em bares e baladas. É humilhada por Alice, e rejeitada por Guilherme, que tem vergonha da mãe. Sua melhor amiga e protetora é Júlia. Se emociona ao descobrir que terá um neto, já que Márcia engravidou de Guilherme.
- Guilherme (Klebber Toledo)

Jovem e bonito, aproveitou a mesada que sua mãe lhe mandava para se divertir no Rio de Janeiro. Nunca estudou medicina e, ao voltar para Preciosa, engana a todos, fingindo que está formado. Namora Márcia, e também Alice, a quem mente ser rico, mas na verdade está interessado em sua fortuna. Depois de ter suas mentiras descobertas, perde tudo, e vai trabalhar no SPA de Augusta. Passa a ser humilhado por Alice, mas sofre por estar apaixonado pela garota. Rejeita a gravidez de Márcia.
- Augusta (Cissa Guimarães)

É a autoritária dona e diretora do Spa Preciosa. Fiscaliza os hóspedes que querem fugir do regime e não permite a entrada de doces e guloseimas no local, apesar de ser enganada diversas vezes. Se envolve com Oséas após ele se separar de Lavínia. Esconde um segredo do seu passado. Ajuda o ex-marido trambiqueiro Élcio a se disfarçar de Elaine.
- Keiko (Luana Tanaka)

É uma dekassegui (nissei com instrução superior que foi trabalhar de operária no Japão). Infeliz, Keiko acaba voltando para o Brasil para um casamento arranjado com Akira. Se envolve com Wilson, por quem se apaixona, mas vai embora de Preciosa deixando sua filha, Kimmy, na cidade.
- Dinorá (Ana Rosa)

Irmã de Salomé, e casada com Nivaldo. Trabalha na sede da fazenda de Abner. Apesar de a irmã, que tem muito dinheiro, nunca ter movido uma palha para ajudá-la, Dinorá gosta de Salomé e a visita com frequência.
- Nivaldo (Cláudio Jaborandy)

Marido de Dinorá, pai de Josué e Daniel. Está sempre embriagado e não trabalha, deixando a família preocupada.
- John Lewis (Michel Bercovitch)

Noivo de Júlia, de quem foi professor. É amante e cúmplice de Virgínia, com quem organiza uma rede de tráfico de fósseis. Resolve se envolver com Minerva para tentar ganhar algum lucro com isso.
- Élcio/Elaine (Otaviano Costa)

Perseguido pela polícia depois que suas ex-mulheres o denunciam por não pagar pensão, ele foge para Preciosa e pede ajuda a Augusta. Disfarça-se de mulher, adota o nome de Elaine e vai trabalhar na casa do doutor Eliseu, que se apaixona por "ela". Elaine também é assediada pelo sargento Xavier, de quem se aproxima para saber como anda a investigação para colocá-lo na cadeia.
- Alice (Marina Ruy Barbosa)

Filha de Isaías e Minerva, é uma garota rica, mimada e arrogante. Só usa roupas de grife, acha que todo mundo é brega e chama quem é pobre de vira-lata. Alice se apaixona por Guilherme, sem saber que o rapaz é filho de uma faxineira. Sofre muito ao descobrir a verdade sobre sua origem: é na realidade filha da humilde Lilian, dona de uma mercearia na cidade.
- Padre Francisco (Erom Cordeiro)

É o novo padre da paróquia de Preciosa. Por ser muito jovem, deixa os fiéis impressionados. Desperta a paixão da paroquiana Melissa. Fica dividido entre o amor de uma mulher e sua vocação religiosa.
- Márcia (Aline Peixoto)

Filha de Herculano e Anecy. Apaixona-se por Guilherme, mas fica decepcionada ao vê-lo com Alice. É a primeira a descobrir a mentira do rapaz, que finge ser formado em medicina. Viaja para o Rio de Janeiro para estudar ao descobrir-se grávida de Guilherme. Morre após dar à luz seu filho.
- Pimentel Goés (Tarcísio Filho)

É o delegado da cidade. Obedece e respeita todas as ordens de Isaías e Minerva. Ícaro lhe paga para investigar o passado de Naomi, e ao descobrir os segredos da moça, resolve chantageá-la. Acaba misteriosamente assassinado.
- Inês (Bárbara Silvestre)

Filha caçula de Eliseu, é a melhor amiga da patricinha Alice, apesar de não aprovar a forma como a garota trata as pessoas mais pobres. Ama muito seu namorado, Caco, mas o romance não é aprovado por Eliseu.
- Lara (Juliana Schalch)

Filha do meio de Eliseu, é apaixonada por Fernando, e chega até mesmo a se relacionar com o rapaz.
- Aquiles (Dionísio Neto)

Líder da oposição na câmara e amigo de infância de Abner, tenta ajudá-lo a impedir a desapropriação de suas terras. É advogado e vive confrontando Isaías e Minerva.
- Igor (Antônio Firmino)

Personal trainer do Spa Preciosa. É ele quem conduz as atividades físicas dos hóspedes, como corrida, musculação e hidroginástica, deixando todos exaustos.
- Moisés (Ricardo Vandré)

Dono do bar mais simples da cidade. É casado com Lilian.
- Lílian (Narjara Turetta)

Esposa de Moisés, o dono do bar da cidade. Esconde um segredo, e tem um pacto com Minerva. Na realidade, é a mãe biológica de Alice, que vive lhe humilhando.
- Melissa (Marisol Ribeiro)

Secretária do banco de Preciosa. É muito religiosa e acaba se apaixonando pelo padre Francisco, mas sofre em silêncio por esse sentimento proibido.
- Xavier (Anderson Di Rizzy)

Sargento da polícia, trabalha na delegacia de Preciosa. Atrapalhado e medroso, namora com Maria João, mas acabam se separando por aprontar muitas confusões. Para fazer ciúmes em Maria João, se envolve com Elaine, sem saber que ela é um homem disfarçado.
- Efraim (Guilherme Gonzales)

Garçom do Spa Preciosa, tem um jeito divertido e acaipirado. Às escondidas, organiza um tráfico de chocolates e outras guloseimas para os clientes do spa. Não gosta de Duda, e vive azucrinando a hóspede.[carece de fontes?]
- Duda Aguiar (Suzy Rêgo)

Atriz, está acima do peso, e interna-se no SPA de Augusta, porque precisa emagrecer e tirar fotos sensuais para uma revista masculina. Tem um romance com Zé Paulo, personal trainer do SPA, além de viver em guerra com Efraim.
- Janice (Dhu Moraes)

Dona do hotel, é tia de Leandro e esposa de Roney. Amiga de Dulce, adora uma boa fofoca.
- Maria João (Jurema Reis)

É uma jovem caipira muito metida, que trabalha como secretária na prefeitura. É apaixonada pelo sargento Xavier, mas vive esnobando ele.
- Cleonice (Vera Mancini)

Empregada doméstica de Salomé, por anos engole as humilhações que a patroa lhe faz passar. É muito simples e divertida, vive dando palpites na vida dos patrões. Amiga de Elaine/Élcio, dá a volta por cima na reta final da trama, toma todo o dinheiro de Salomé e passa a humilhar a vilã.
- Akira (Chao Chen)

Amigo e assistente de Ícaro, é muito fiel e o ajudou a construir a androide Naomi. Não confia em Amanda.
- Amanda (Carla Marins)

Enfermeira que sabe tudo sobre o passado de Naomi, é muito perigosa, e também a mãe biológica de Rafael. Usa o menino para chantagear emocionalmente Ícaro, já que quer se casar com o cientista e ficar rica. Acaba morrendo envenenada e tendo sua farsa revelada.
- Lídia (Ildi Silva)

Empregada doméstica de Oséas, se apaixona por Tiago e sofre por ele não ter coragem de afrontar o pai e assumir o romance dos dois.
- Josué (Joaquim Lopes)

Irmão de Daniel, é filho de Dinorá. É um caipira rústico e muito ambicioso. Se envolve com Virgínia, e ajuda no tráfico de fósseis. Desperta a paixão de Áureo.
- Palmira (Neusa Maria Faro)

Empregada doméstica de Ícaro, é muito bondosa e simpática. Fica muito chocada ao descobrir que Naomi robô não é um ser humano e começa a odiar Naomi robo.
- Deo (Emiliano Queiroz)

Avô de Júlia, adora pintar quadros. É muito simpático, e apoia a neta sempre que possível.
- Anecy (Karla Karelina)

Trabalha no hotel, é mulher de Herculano e mãe de Márcia.
- Renato (Fernando Roncato)

Enfermeiro de Alice, acaba se apaixonando pela garota.
- Caco (Keff Oliveira)

Jovem agradável e honesto. É o namorado de Inês, por quem é muito apaixonado. Filho de Irene.
- Zé Paulo (Oswaldo Lot)

Personal trainer do SPA, tem uma atração física especial por gordinhas, e acaba iniciando um romance secreto com Duda.[carece de fontes?]
- Pinky (Cristina Mutarelli)

Muito gorda, está hospedada no SPA Preciosa com o marido, Dorival, mas vive assediando Cristiano e sempre tenta fugir do regime.
- Dorival (Ary França)

Marido de Pinky, vive armando planos com a esposa para conseguir salgadinhos e chocolates sem que Augusta saiba.
- Carolina (Flávia Garrafa)

Médica do SPA Preciosa, é amiga de Augusta e acaba se apaixonando por Igor.
- Abelha (Bruna Spínola)

Garota de programa, abandona a prostituição ao se apaixonar por Cristiano, de quem tira a virgindade. Passa a trabalhar no hotel de Janice e torna-se amiga de Natália e Júlia.
- Roney (Mauro Gorim)*

Casado com Janice, é dono do hotel da cidade. Bondoso, acolhe o sobrinho Leandro.
- Irene (Miriam Lins)

Não precisa emagrecer, mas interna-se no spa porque é viciada em plásticas, regimes e tratamentos estéticos. É a mãe de Caco, mas fez uma cirurgia para "restaurar" sua virgindade.
- Bira (Celso Bernini)

Recepcionista do hotel. Agradável e simpático, torna-se amigo da equipe de Júlia. É apaixonado por Márcia.
- Herculano (Marcio Tadeu de Lima)

Paraibano, fala com forte sotaque. Divertido e engraçado, é escrivão na delegacia de Preciosa. Vive discutindo com sargento Xavier. É marido de Anecy e pai de Márcia.
- Tutu (Rael Barja)

Jovem ajudante de Tieko no salão de beleza, que possui um visual totalmente exótico e curioso.
- Everton (Thiago Luciano)

Assistente do prefeito Isaías, é desonesto e um verdadeiro capacho do político. Chega a ajudar Guilherme em algumas armações.
- Heitor (Leandro Ribeiro)

Motorista de Minerva e Isaías.
- Zariguim, o robô

Robô projetado por Ícaro, é uma espécie de amigo e conselheiro do cientista. Também defenderá a robô Naomi, com quem fala sobre sentimentos e sobre o amor.
- Tânia

Chega a Preciosa junto a Márcia, une-se à equipe de escavação de Júlia, sendo responsável pela parte de montagem do esqueleto do dinossauro. Se apaixona por Guilherme, mas não gosta de Dulce nem do pequeno filho do rapaz.
- Tadeu (Raphael Viana)

Médico, trabalha cuidando do caso de Rafael, filho de Ícaro e Naomi, que sofre de leucemia.
- Rafael

Filho pequeno da perigosa Amanda, tem problemas de saúde e é usado por Naomi para reconquistar Ícaro. Ela mente que os dois são os pais do menino. É amigo de Tonica e do robô Zariguim.
- Kimmy

Filha de Keiko, depois que a mãe deixa a cidade, passa a ser criada por Hoshi e descobrem que ela é uma louca.
- Bento (Cosme dos Santos)

Amigo de Abner, trabalha em sua fazenda e é o marido de Marli, pai de Nelsinho e tio de Maria João, que mora com ele.
- Marli (Daniela Fontan)

Caipira divertida e simples, trabalha na fazenda de Abner, sendo casada com Bento e mãe de Nelsinho.
- Nelsinho

Melhor amigo de Tonica, é filho de Bento e Marli, e apronta muitas travessuras.
- Daniel

É irmão de Josué e filho de Dinorá.